# Herman Lodewijk Breen
Herman Lodewijk Breen (Numansdorp, 31 augustus 1914 - Apeldoorn, 26 juli 1994) was een Nederlands politicus van de CHU.
Hij was zoon van predikant Frederik Been en Christina Hendrika Verboom.
Hij was ambtenaar ter secretarie bij de gemeente Nederhorst den Berg voor hij in 1939 overstapte naar de gemeentesecretarie van de gemeenten Breukelen-Nijenrode en Breukelen-Sint Pieters.
Bij het uitbreken van de Tweede Wereldoorlog had reserve-officier Breen een staffunctie in Zuidoost Brabant waarna hij terugkeerde naar Breukelen. Hij werd in juni 1943 gearresteerd omdat hij een ondergedoken student in huis had en fraude had gepleegd met stempels voor persoonsbewijzen. Hij werd opgesloten in kamp Vught en werd in mei 1944 naar concentratiekamp Dachau-Allach gebracht, waar hij op 30 april 1945 werd bevrijd. Na de oorlog kreeg hij een verzetsherdenkingskruis toegekend.
Op 16 april 1952 werd Breen benoemd tot burgemeester van de gemeenten Kamerik en Zegveld, nadat hij al secretaris was geweest in Ankeveen. Van 1966 tot 1976 was hij burgemeester van de gemeenten Leimuiden, Nieuwveen en Rijnsaterwoude. In 1975 (periode Leimuiden) werd hij benoemd tot ridder in de Orde van Oranje-Nassau.